# Molí del Pola
Molí del Pola o Molí del Majà és una obra al terme municipal de Cervera (Segarra) protegida com a Bé Cultural d'Interès Local.

## Descripció
Es tracta d'un edifici aïllat, de planta en forma d'L. El cos principal consta de planta baixa i dues plantes. La coberta és de teula àrab composta. Sobresurt una tribuna afegida a la planta segona. Presenta una portalada de pedra amb arc pla i finestres amb brancal i llinda de pedra. Sobre la coberta es troben les restes del rotor d'un antic molí de vent. La llinda de la porta presenta la data de 1749.
(Text procedent del POUM)